# Hodsager
Hodsager er en landsby i Vestjylland med 399 indbyggere  (2024). Hodsager er beliggende i Hodsager Sogn otte kilometer nordøst for Aulum, 18 kilometer sydøst for Holstebro og 27 kilometer nord for Herning. Byen hører til Herning Kommune og er beliggende i Region Midtjylland. 
Hodsager Kirke og Hodsager Skole ligger i byen. Der har været flere forskellige skoler i Hodsager siden 1830. Hodsager Centralskole blev opført i 1956.  Siden 2015 har den organisatorisk været en del af Aulum-Hodsager Skole med selvstændig undervisning i Hodsager til og med 5. klasse.